# Buthus barcaeus
Buthus barcaeus es una especie de Arachnida del género Buthus, de la familia Buthidae, del orden de los escorpiones. Tiene cierto parecido con otra especie de la región, Buthus lourencoi.

## Distribución
B. barcaeus es endémico de la costa mediterránea de Libia. El holotipo de la especie fue descrita en el sector de Cirenaica.

## Taxonomía
Fue descrita científicamente por Aleksei Byalynitsky-Birula en 1909. El nombre de su especie se le dio en referencia al lugar de su descubrimiento, Barca, nombre en árabe que se le da a Cirenaica.